# Голдберг (Мекленбург)
Голдберг (њем. Goldberg) град је у њемачкој савезној држави Мекленбург-Западна Померанија. Једно је од 76 општинских средишта округа Пархим. Према процјени из 2010. у граду је живјело 3.378 становника. Посједује регионалну шифру (AGS) 13060026.

## Географски и демографски подаци
Голдберг се налази у савезној држави Мекленбург-Западна Померанија у округу Пархим. Град се налази на надморској висини од 48 метара. Површина општине износи 27,4 km². У самом граду је, према процјени из 2010. године, живјело 3.378 становника. Просјечна густина становништва износи 123 становника/km².